# Wspólna polityka rolna
Wspólna polityka rolna (WPR) – wszystkie przedsięwzięcia dotyczące sektora rolnego, podejmowane przez Unię Europejską w celu wypełnienia postanowień zapisanych w Traktacie o funkcjonowaniu Unii Europejskiej (TFUE). Ma na celu zapewnienie bezpieczeństwa żywnościowego, zwiększenie konkurencyjności i łańcuchu dostaw żywności, zrównoważone wykorzystanie zasobów naturalnych i przeciwdziałanie zmianom klimatu.

## Zarys
Obejmuje: uprawę roli, chów i hodowlę zwierząt (oprócz akwakultury, objętej odrębną wspólną polityka rybołówstwa), nasiennictwo, leśnictwo, uprawę winorośli oraz ogrodnictwo (w tym sadownictwo, warzywnictwo, kwiaciarstwo, szkółkarstwo). Powstała jako jedna z pierwszych wspólnych polityk ówczesnej Wspólnoty Europejskiej. Cele WPR zostały określone w art. 39 TFUE (dawny art. 33 TWE).
Podstawowymi filarami WPR są:
- wspieranie produkcji rolnej i wspólna organizacja rynków rolnych (płatności bezpośrednie, interwencje na rynku wewnętrznym, ochrona zewnętrzna)
- rozwój obszarów wiejskich (polityka strukturalna)[1].

## Historia
- 1957–1962 – prace nad sprecyzowaniem regulacji
- 1958 – przyjęcie na konferencji w Stresa zasad regulujących WPR
- lata 60. – „złoty okres” WPR
- 1962–1968 – okres wprowadzania CAP (Common Agricultural Policy) w życie
- 1969–1975- początek kryzysu WPR i pierwsze projekty reform
- lata 70. i 80. – kryzys – nadwyżki produkcyjne
- 2000 – wprowadzenie w życie dokumentu Agenda 2000 radykalnie reformującego CAP

## Reformy WPR
- 1968 – plan Mansholta

Jego celem było poprawienie struktury agrarnej poprzez powiększenie wielkości gospodarstw, likwidację małych, słabo wydajnych gospodarstw oraz zmniejszenie nadwyżek produktów rolnych.
Nie został w pełni zrealizowany.
- lata 1985–1990

W tych latach dokonano także dość istotnych zmian w zakresie WPR.
Należało do nich:
- - stopniowe obniżanie realnego poziomu cen ustalanych przez organy Wspólnoty na kolejne kampanie rolnicze.
  - wprowadzenie tzw. stabilizatorów rolniczych, polegających na określeniu górnego pułapu produkcji na dany produkt.
  - zaostrzenie wymogów co do jakości towarów przyjmowanych do skupu interwencyjnego oraz wprowadzanie limitów gwarantowanych interwencji.
  - ograniczenie rocznej stopy wzrostu wydatków na finansowanie wspólnej organizacji rynków.
- 1992 – reformy MacSharry’ego:
  - zmiany struktury wydatków na wspieranie rolnictwa i rozwoju obszarów wiejskich (zlikwidowanie dotacji do cen produktów rolnych w zamian za bezpośrednie opłaty wyrównawcze świadczone na rzecz rolników, lecz niezwiązane z wielkością produkcji)
  - obniżenie cen skupu niektórych produktów, tak aby zbliżyć je do cen na rynkach światowych.
  - system przymusowego ugorowania.
- Agenda 2000

Zaproponowanie zmian wydatków na politykę rolną. Obejmowały one:
- - obniżkę wydatków na interwencje rynkowe i subsydia eksportowe
  - wzrost płatności kompensacyjnych
  - wzrost dodatków na ochronę środowiska, zalesienie i wcześniejsze emerytury
  - fundusze przedakcesyjne dla państw kandydujących

- Reforma Fishlera – Luksemburg 2003 – od 2005
  - System Jednolitej Płatności (SJP)
    - oddzielenie płatności od produkcji rolnej
    - płatność przypisana do powierzchni upraw z lat 2000–2002
    - odłogowanie (10% z 92t)
    - możliwa jednolita płatność regionalna
    - zasada wzajemnej zgodności:
      - dobra kultura rolna gruntów
      - bezpieczeństwo żywności
      - ochrona środowiska
      - zdrowotność ludzi, zwierząt i roślin
      - dobrostan zwierząt

  - dalsza redukcja cen interwencyjnych na korzyść płatności bezpośrednich
  - zmniejszanie płatności dla największych gospodarstw (modulacja) na korzyść rozwoju wsi
  - mechanizm dyscypliny wydatków (dot. budżetu – €43mld – zamrożenie na lata 2007-)

## Cele
Pierwotnym celem WPR było zapewnienie Europie samowystarczalności w zakresie zaopatrzenia w żywność. Osiągnąwszy ten cel, WPR przetrwała bez większych zmian do 1992 r., kiedy to w kontekście trudnych negocjacji Rundy Urugwajskiej GATT irlandzki komisarz MacSharry przeforsował pierwsze reformy. Od tej pory zaczęto odstępować od subwencjonowania produkcji rolnej na rzecz bezpośrednich opłat wyrównawczych do dochodów rolników. Priorytetem nie było już wyżywienie Europy, lecz zachowanie społecznej struktury wsi i ochrona środowiska. Dotychczasowy, kosztowny system interwencji hamował bowiem możliwość liberalizacji handlu międzynarodowego, stwarzał okazje do nadużyć, a ponadto kompromitował Wspólnotę Europejską w oczach podatników, utożsamiających WPR z górami masła, jeziorami wina i niszczeniem płodów rolnych w celu utrzymywania wysokich cen.
Aktualnie wspólny rynek oznacza, że zostają zniesione ograniczenia w handlu produktami gleby, lasu i morza wewnątrz UE. Obowiązuje zakaz stosowania barier taryfowych (ceł) i parataryfowych (np. subwencje) utrudniających swobodny przepływ towarów rolnych pomiędzy krajami członkowskimi, przy zachowaniu obowiązku spełnienia wybranych norm w zakresie bezpieczeństwa żywnościowego (bariery pozataryfowe). Funkcjonują wspólne ceny, stałe kursy walutowe w obrotach towarami rolnymi, nastąpiła harmonizacja przepisów administracyjnych, fitosanitarnych, weterynaryjnych i ochrony zdrowia. Równocześnie WPR realizuje silną politykę protekcjonistyczną w stosunku do towarów rolnych spoza Unii.

## Założenia
- Podstawową jednostką produkcyjną w rolnictwie jest gospodarstwo rodzinne;
- Rolnictwo jest szczególnym sektorem gospodarki unijnej, które ma zapewnić samowystarczalność UE w zakresie produktów rolnych;
- Polityka rolna wymaga osobnych regulacji prawnych.

## Zasady
- zasada jednolitego rynku (swobodny przepływ produktów rolnych między państwami członkowskimi);
  - zasada wzajemnej zgodności:
    - dobra kultura rolna gruntów
    - bezpieczeństwo żywności
    - ochrona środowiska
    - zdrowotność ludzi, zwierząt i roślin
    - dobrostan zwierząt
- zasada preferencji UE (preferencja towarów UE);
- zasada finansowej solidarności (koszty finansowania ponoszą wszystkie państwa członkowskie). Zasada ta jest realizowana za pośrednictwem:
  - Europejskiego Funduszu Rolniczego Gwarancji (w zakresie organizacji rynku rolnego)
  - Europejskiego Funduszu Rolnego na rzecz Rozwoju Obszarów Wiejskich (w zakresie polityki strukturalnej).

## Filary i środki (działania)

### Wspieranie produkcji rolnej i wspólna organizacja rynków rolnych (I Filar)
Wspieranie produkcji rolnej i wspólna organizacja rynków produktów rolnych mają na celu ujednolicić różnorakie mechanizmy regulujące wytwarzanie produktów rolnych oraz handel w obrębie Unii Europejskiej. Wprowadzone mechanizmy dają gwarancje bezpieczeństwa i wsparcie dla producentów rolnych, niezależnie od rodzajów produktów rolnych. W skład wchodzą następujące działania:
- regulacja poszczególnych rynków rolnych;
- wsparcie finansowe dochodów rolników;
- system składowania i sprzedaży towarów rolnych;
- wspólne mechanizmy stabilizacji wywozu lub przywozu towarów:
  - interwencja na rynku wewnętrznym i ochrona zewnętrzna obejmująca: zboża, cukier, oliwę, masło, mleko w proszku, wołowinę, wieprzowinę, świeże owoce i warzywa;
  - ochrona zewnętrzna bez interwencji, obejmująca: rzepak, jaja, drób, wino, chmiel, kwiaty;
  - refundacje wywozowe (eksportowe) w formie subsydiów (rekompensata dla różnicy pomiędzy wyższymi cenami na rynkach wewnętrznych a niższymi na rynkach światowych), obejmują: zboża, cukier, produkty mleczne, wołowinę, wieprzowinę, świeże owoce i warzywa;
  - refundacje produkcyjne w formie subsydiów (rekompensata dla różnicy pomiędzy wyższymi cenami na rynkach wewnętrznych a niższymi cenami surowców importowanych), obejmują: zboża i cukier.

#### Wspólna organizacja rynków rolnych w świetle Traktatu o funkcjonowaniu Unii Europejskiej
W Traktacie o funkcjonowaniu Unii Europejskiej z 2009 r., w wersji skonsolidowanej z 2012 r. stwierdzono, że do osiągnięcia celów Wspólnej Polityki Rolnej ustanawia się wspólną organizację rynków rolnych.
Zależnie od produktów, organizacja ta przybiera jedną z następujących form:
- wspólne reguły konkurencji;
- obowiązkowa koordynacja różnych krajowych organizacji rynkowych;
- europejska organizacja rynkowa.

Wspólna organizacja może obejmować wszelkie środki konieczne do osiągnięcia celów WPR, w tym regulację cen, subwencje służące produkcji i wprowadzaniu do obrotu różnych produktów, systemy magazynowania i przewozu oraz wspólne mechanizmy stabilizacji przywozu i wywozu.
Wspólna organizacja ograniczona została do osiągania celów określonych w WPR i wyklucza wszelką dyskryminację między producentami lub konsumentami wewnątrz Unii Europejskiej.
Wspólna polityka cenowa opiera się na wspólnych kryteriach i jednolitych metodach kalkulacji. Aby umożliwić wspólną organizację i osiąganie jej celów, może być stworzony jeden lub kilka funduszy orientacji i gwarancji rolnej.

#### Regulacje europejskie dotyczące wspólnej organizacji rynków rolnych z 2007
W rozporządzeniu Rady (WE) z 2007 r. stwierdzono, że Rada przyjęła 21 pojedynczych rozporządzeń dotyczących produktu lub grupy produktów w ramach Wspólnej Organizacji Rynków Rolnych. Dotyczyły one rynku zbóż, ryżu, cukru, suszu paszowego, nasion, oliwy z oliwek, oliwek stołowych, lnu i konopi, bananów, mleka i przetworów mlecznych oraz jedwabników.
Celem rozporządzenia z 2012 r. w którym ujęto, w jednym akcie prawnym, wszystkie rynki, było zapewnić stabilizacji rynków oraz odpowiedni poziom życia ludności wiejskiej. W rozporządzeniu opracowano zróżnicowany system wsparcia cenowego dla poszczególnych sektorów, wprowadzając systemy wsparcia bezpośredniego dla potrzeb każdego sektora. Środki na wsparcie przyjęły formę interwencji publicznej lub dopłat do prywatnego przechowywania produktów sektora zbóż, ryżu, cukru, oliwy z oliwek i oliwek stołowych, wołowiny i cielęciny, mleka i przetworów mlecznych, wieprzowiny oraz mięsa baraniego i koziego.

#### Wspólna organizacja rynków rolnych w świetle rozporządzenia z 2013
W rozporządzeniu Parlamentu Europejskiego i Rady UE z 2013 r. stwierdzono, że ze względu na zakres reformy wspólnej polityki rolnej należy uchylić rozporządzenie z 2007 r. i zastąpić je nowym rozporządzeniem o jednolitej wspólnej organizacji rynków produktów rolnych.
Reforma miała zharmonizować, uspójnić i uprościć przepisy, które obejmują więcej niż jeden sektor rolny.
Celem reformy była stabilizacja rynków oraz zapewnienie odpowiedniego poziomu życia ludności wiejskiej. Cel ten zapewniono poprzez zróżnicowania systemów wsparcia rynkowego dla poszczególnych sektorów. Wprowadzono systemy wsparcia bezpośredniego, który realizowano przy uwzględnieniu różnych potrzeb sektora. Ponadto środki mogą przyjmować formę interwencji publicznej lub dopłat do prywatnego przechowywania.
W aspekcie wewnętrznym wspólna organizacja rynków rolnych obejmuje interwencje na rynkach, zasady dotyczące wprowadzania do obrotu i organizacji producentów rolnych. Natomiast aspekty zewnętrzne rynków rolnych dotyczyły wymiany handlowej z państwami trzecimi, w tym certyfikację importu i eksportu, cła przywozowe, zarządzanie kontyngentami taryfowymi czy refundacje wywozowe.
W rozporządzeniu ustalono zasady konkurencji obowiązujące przedsiębiorstwa i przepisy dotyczące pomocy państwa. Przepisy ogólne dotyczą środków nadzwyczajnych, w tym zapobieganie zakłóceniom na rynku powodowanym wahaniami cen lub innymi wydarzeniami, środki wsparcia na wypadek chorób zwierząt oraz utraty zaufania konsumentów wynikające z istnienia zagrożeń dla zdrowia publicznego, zdrowia zwierząt lub roślin. Dodatkowo wprowadzono środki dotyczące stosowania wspólnych praktyk w okresie poważnych zakłóceń równowagi na rynkach.
W rozporządzeniu wprowadzono pojęcie rezerwy, która jest nowym instrumentem mającym na celu wspieranie sektora w razie kryzysu mającego wpływ na produkcję lub dystrybucję. Rezerwę tworzy się corocznie, stosując redukcję płatności bezpośrednich w ramach mechanizmu dyscypliny finansowej.
Z kolei system interwencji publicznej oraz system dopłat do prywatnego przechowywania zostały wprowadzony w celu zwiększenia ich zdolności reagowania i skuteczności funkcjonowania w przestrzeni europejskiej.
Wspólna organizacja rynku produktów rolnych finansowana jest z Europejskiego Funduszu Rolniczego Gwarancji. W przeciwieństwie do płatności bezpośrednich oraz funduszy na rozwój obszarów wiejskich środki rynkowe nie należą do przyznawanych z góry pul krajowych. Środki dostępne na politykę rynkową UE wraz z rezerwą kryzysową stanowią ok. 4% całkowitego budżetu WPR.

### Rozwój obszarów wiejskich (polityka strukturalna, II Filar)
Rozwój obszarów wiejskich obejmuje współfinansowanie projektów inwestycyjnych i modernizacyjnych w rolnictwie i na obszarach wiejskich.
- wspieranie konkurencyjności rolnictwa;
- zapewnienie zrównoważonego zarządzania zasobami naturalnymi oraz działania w dziedzinie klimatu;
- osiągnięcie zrównoważonego rozwoju terytorialnego wiejskich gospodarek i społeczności, w tym tworzenie i utrzymywanie miejsc pracy.

## Finansowanie
Od 1988 r. środki przeznaczone na finansowanie wspólnej polityki rolnej stanowiły integralną część Wieloletnich Ramach Finansowych, określonych w kolejnych perspektywach finansowych.

### Kształtowanie ram finansowych wspólnej polityki rolnej
Wspólna Polityka Rolna powstała na mocy Traktatu Rzymskiego z 1957 r., natomiast współczesną nazwę przyjęła w 1962 r. Funkcjonowanie WPR opierało się na Europejskim Funduszu Orientacji i Gwarancji Rolnej (EFOiGR). W 1964 r. fundusz podzielono został na dwie sekcje: Sekcję Gwarancji oraz Sekcję Orientacji, funkcjonujące według odmiennych zasad, w tym:
- Sekcja Gwarancji służyła finansowaniu wydatków na realizację polityki rynkowej i cenowej. Sekcja Gwarancji EFOiGR finansowała w całości środki interwencji na rynkach.
- Sekcja Orientacji służyła do finansowania działań z zakresu polityki strukturalnej oraz rozwoju obszarów wiejskich.

Od 1988 r. środki przeznaczone na WPR poddano ścisłej dyscyplinie budżetowej i należytemu zarządzania finansami publicznymi poprzez wprowadzenie Wieloletnich Ram Finansowych. W pierwszym okresie funkcjonowania perspektywy finansowej ustalono czas funkcjonowania WRF na okres 5 lat (1988–1992), a potem na okresy siedmioletnie (1993–1999, 2000–2006, 2007–2013, 2014–2020, 2021–2027).

### Finansowanie wspólnej polityki rolnej w świetle rozporządzenia z 1970
W rozporządzeniu Europejskiej Wspólnoty Gospodarczej (EWG) z 1970 r. w sprawie finansowania wspólnej polityki rolnej ustalono, że Europejski Fundusz Orientacji i Gwarancji Rolnej jest częścią budżetu Wspólnoty. W skład EFOiGR wchodziły dwie sekcje, w tym Sekcja Gwarancji i Sekcja Orientacji.
W ramach Sekcji Gwarancji finansowano:
- refundacje przy wywozie do krajów trzecich;
- interwencja mająca na celu stabilizację rolnictwa i rynków.

W ramach Sekcji Orientacji finansowano wspólne środki podjęte w celu osiągnięcia celów związanych z kształtowaniem i modernizacją obszarów.

### Finansowanie wspólnej polityki rolnej w świetle rozporządzenia Rady z 1999
W rozporządzeniu Rady Wspólnot Europejskich (WE) z 1999 r. w sprawie finansowania wspólnej polityki rolnej został ustanowiony Europejski Fundusz Orientacji i Gwarancji Rolnej, który stanowił część budżetu ogólnego Wspólnoty Europejskiej.
Fundusz obejmował dwie sekcje, w tym Sekcję Gwarancji i Sekcję Orientacji

#### Finansowanie w ramach Sekcji Gwarancji EFOiGR
W ramach Sekcja Gwarancji finansowano:
- refundacje przy wywozie do państw trzecich;
- interwencję mającą na celu ustabilizowanie rynków rolnych;
- środki w zakresie rozwoju obszarów wiejskich nieobjęte programami celu z wyjątkiem wspólnotowej inicjatywy na rzecz rozwoju obszarów wiejskich;
- finansowy wkład Wspólnoty do specjalnych środków weterynaryjnych, kontroli w dziedzinie weterynarii i programów zwalczania i monitorowania chorób zwierzęcych (środki weterynaryjne) oraz środków ochrony zdrowia roślin;
- środki przeznaczone do udzielania informacji na temat wspólnej polityki rolnej i niektóre działania oceniające dotyczące środków finansowanych z Sekcji Gwarancji.

#### Finansowanie w ramach Sekcji Orientacji EFOiGR
W ramach Sekcji Orientacji z funduszu finansowano wydatki na niektóre środki w zakresie polityki strukturalnej i polityki rozwoju obszarów wiejskich.

#### Przejściowe zasady finansowania WPR w odniesieniu do nowych państw członkowskich z 2004
W rozporządzenie Komisji z 2004 r. ustanowiono przejściowe zasady stosowania przepisów finansowych ustanowionych rozporządzeniem nr 1257/1999 mających zastosowanie dla Republiki Czeskiej, Estonii, Cypru, Łotwy, Litwy, Węgier, Malty, Polski, Słowenii i Słowacji.

### Finansowanie wspólnej polityki rolnej w świetle rozporządzenia z 2005
W rozporządzenie Rady z 2005 r. w sprawie finansowania wspólnej polityki rolnej Europejski Fundusz Orientacji i Gwarancji Rolnej został podzielony na dwa odrębne fundusze: Europejski Fundusz Rolniczy Gwarancji (EFRG) oraz Europejski Fundusz Rolny na rzecz Rozwoju Obszarów Wiejskich (EFRROW). Wydatki stanowiły część budżetu ogólnego Unii Europejskiej określonych w Wieloletnich Ramach Finansowych.

#### Finansowanie EFRG w sposób dzielony
Wydatki Europejskiego Funduszu Rolniczy Gwarancji finansuje, na zasadzie podziału zarządzania między państwami członkowskimi i Wspólnotę następujące wydatki dokonywane zgodnie z prawem wspólnotowym:
- refundacje w przypadku wywozu produktów rolnych do państwa trzecich;
- interwencje w zakresie regulacji rynków rolnych;
- płatności bezpośrednie dla rolników przewidziane w ramach wspólnej polityki rolnej;
- wkład finansowy Wspólnoty w działania informatyczno-promocyjne na rzecz produktów rolnych na rynku wewnętrznym Wspólnoty i w państwach trzecich, których realizacja odbywa się za pośrednictwem państw członkowskich na podstawie innych programów wyznaczonych przez Komisję.

#### Finansowanie EFRG w sposób scentralizowany
EFRG finansuje w sposób scentralizowany następujące wydatki dokonywane zgodnie z prawem wspólnotowym:
- wkład finansowy Wspólnoty w poszczególne działania weterynaryjne, w działania kontrolne w dziedzinie weterynarii, w dziedzinie środków spożywczych i pasz zwierzęcych, w programach zwalczania i kontroli chorób zwierzęcych (środki weterynaryjne), jak również w działaniach z zakresu ochrony fitosanitarnej;
- promocję produktów rolnych realizowaną bezpośredni przez Komisję lub za pośrednictwem organizacji międzynarodowych;
- środki przyjęte zgodnie z ustawodawstwem wspólnotowym dla zapewnienia zachowania, opisu, gromadzenia i wykorzystywania zasobów genetycznych w rolnictwie;
- wprowadzenie i utrzymanie systemów informacyjnych rachunkowości rolniczej;
- system badań rolnych, w tym również badań w zakresie struktury gospodarstw rolnych;
- wydatki związane z rynkiem rybołówstwa.

#### Wydatki związane z EFRROW
Na zasadzie podziału zarządzania między państwa członkowskie i Wspólnotę, EFRROW ponosił ciężar wkładu finansowego Wspólnoty w programy rozwoju obszarów wiejskich wdrażanych zgodnie z ustawodawstwem wspólnotowym dotyczącym wsparcia rozwoju obszarów wiejskich udzielanego za pomocą EFRROW.

### Finansowanie wspólnej polityki rolnej w świetle rozporządzenia z 2013
W rozporządzeniu Parlamentu Europejskiego i Rady (UE) z 2013 r. w sprawie finasowania wspólnej polityki rolnej stwierdzono, że w celu osiągnięcia zadań WPR określonych w TFUE, poszczególne środki objęte zakresem tej polityki finansowane są poprzez: Europejski Fundusz Rolniczy Gwarancji (EFRG) i Europejski Fundusz Rolny na rzecz Rozwoju Obszarów Wiejskich (EFRROW). Wydatki stanowiły części budżetu ogólnego Unii Europejskiej określonych w Wieloletnich Ramach Finansowych.

#### Wydatki Europejskiego Funduszu Rolnych Gwarancji w zakresie zarządzania dzielonego
EFRG realizowany jest zgodnie z zasadą zarządzania dzielonego między państwami członkowskimi a Unią. EFRG finansuje następujące wydatki, które muszą być dokonywane zgodnie z prawem Unii:
- środki mające na celu regulację lub wspieranie rynków rolnych;
- płatności bezpośrednie dla rolników w ramach WPR;
- wkład finansowy Unii przeznaczony na środki informacyjne i promocyjne dotyczące produktów rolnych na rynku wewnętrznym Unii i w państwach trzecich, podejmowane przez państwa członkowskie na podstawie programów wybranych przez Komisję;
- wkład finansowy Unii przeznaczony na program unijny „Owoce i warzywa w szkole”

#### Wydatki bezpośrednie Europejskiego Funduszu Rolnych Gwarancji w zakresie zarządzania bezpośredniego
EFRG finansuje bezpośrednio oraz zgodnie z prawem unijnym następujące wydatki:
- promocja produktów rolnych, realizowana bezpośrednio przez Komisję albo za pośrednictwem organizacji międzynarodowych;
- środki, podejmowane zgodnie z prawem unijnym, mające na celu zapewnienie zachowania, opisu, gromadzenia i wykorzystywania zasobów genetycznych w rolnictwie;
- tworzenie i utrzymywanie systemów informacyjnych rachunkowości rolniczej;
- systemy badań rolnych, w tym również badań w zakresie struktury gospodarstw rolnych.

#### Wydatki EFRROW w oparciu o zasadę zarządzania dzielonego
EFRROW realizowany jest zgodnie z zasadą zarządzania dzielonego między państwami członkowskimi a Unią Europejską. EFRROW finansuje wkład finansowy Unii przeznaczony na programy rozwoju obszarów wiejskich realizowane zgodnie z prawem unijnym dotyczącym wsparcia na rzecz rozwoju obszarów wiejskich.

### Przedłużenie finansowania wspólnej polityki rolnej na lata 2021 i 2022
W rozporządzeniu Parlamentu Europejskiego i Rady (UE) z 2020 r. ustanawiające niektóre przepisy przejściowe dotyczące wsparcia EFRROW I EFRG stwierdzono, że procedura ustawodawcza Komisji dotyczących WPR po 2020 r. nie została zakończona. Państwa członkowskie nie opracowały planów strategicznych WPR oraz nie przeprowadzili konsultacje z zainteresowanymi podmiotami. Obecne ramy WPR należy stosować przez dodatkowy okres dwóch lat. Celem okresu przejściowego jest ułatwienie beneficjentom płynnego przejścia do nowego okresu programowania oraz umożliwienie uwzględnienia Europejskiego Zielonego Ładu. Komisja proponuje kontynuowanie udzielanie wsparcia w okresie przejściowym na warunkach wynikających z obecnych ram WPR.

## Przykłady działań
- mleko
  - limitowanie produkcji tzw. kwota mleczna
  - cena gwarantowana
  - płatności bezpośrednie
- zboża
  - cena gwarantowana,
  - płatności bezpośrednie (dla zarejestrowanych w systemie IACS)
  - opłaty za odłogowanie ziemi
- bydło mięsne
  - cena gwarantowana
  - premia od każdej sztuki
- trzoda chlewna
  - dopłata do eksportu
  - skup interwencyjny
- warzywa i owoce
  - wsparcie dla grup producentów
  - określanie norm
- zalesianie
  - zwrot kosztów

## Problemy związane z WPR
- wysokie koszty finansowania z budżetu UE
- subsydiowanie eksportu wywołujące konflikty z państwami trzecimi
- niewystarczająca ochrona środowiska (dopłaty → większa produkcja → degradacja środowiska)
- z powodu zamknięcia UE na import spoza Unii, wyższe ceny żywności niż w przypadku jej importu (np. z Afryki)
- biurokracja
- odgórne sterowanie cenami
- odmowa ujawniania listy beneficjentów płatności bezpośrednich w niektórych krajach[14].

Z powodu ograniczeń (kwot) nałożonych na produkcję cukru Unia Europejska z eksportera stała się jego importerem – w 2012 roku wytwarzała cukier pokrywający jedynie 80% regionalnego zapotrzebowania. Równocześnie utrzymywane są wysokie cła importowe, co skutkowało wzrostem cen cukru w Polsce o ponad 60%.
25 października 2007 Parlament Europejski wydał rezolucję, w której zaapelował do władz Unii Europejskiej o częściowe ograniczenie regulacji WPR w związku ze wzrostem cen żywności oraz ryzykiem niedoborów żywności.
26 marca 2009 Parlament Europejski zwrócił się do rządów, by monitorowały ceny rynkowe produktów spożywczych. Według PE konsumenci płacą pięciokrotnie więcej niż otrzymuje przy sprzedaży rolnik lub hodowca.